# Gür
Gür (türk. für „reichlich, viel, üppig“ u. a.) ist ein türkischer männlicher Vorname und Familienname.

## Namensträger

### Familienname
- Bekir Gür (* 1972), türkischer Fußballspieler
- Derya Gür-Şeker (* 1981), deutsche Diskurs- und Medienforscherin
- Funda Gür (* 1970), deutsche politische Beamtin
- Halil Gür (* 1951), türkisch-niederländischer Autor
- Hamza Gür (* 1994), türkischer Fußballspieler
- Metin Gür (* 1939), deutsch-türkischer Journalist, Publizist und Sachbuchautor
- Olcay Gür (* 1991), Liechtensteiner Fußballspieler türkischer Abstammung
- Ulf Kjell Gür (* 1951), schwedischer Theaterproduzent und Sänger

## Schiffe
Gür (U-Boot), ein Vorläufer der U-Boot-Klasse I, gebaut in Spanien für die Türkei